# Kalendarz Kosmiczny
Kalendarz Kosmiczny – metoda wizualizacji chronologii wszechświata, skalowania jego obecnego wieku (13,8 miliarda lat) do jednego roku, aby użyć go do celów pedagogicznych w popularyzacji nauki lub nauczaniu o niej, a także uświadomienia sobie ogromnych różnic czasu między kolejnymi wydarzeniami.

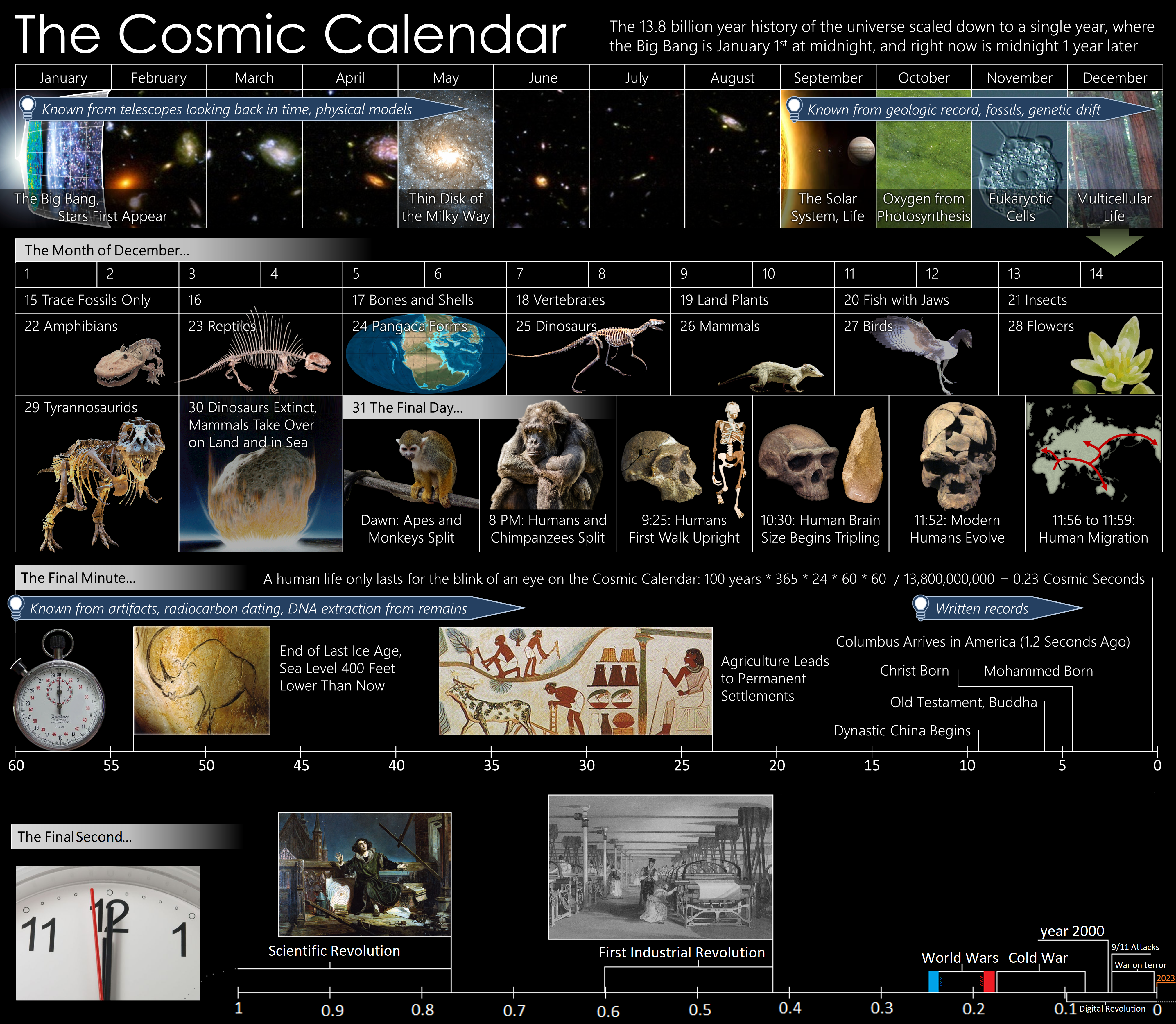
Graficzny widok Kosmicznego Kalendarza z miesiącami roku, grudniem, ostatnią minutą i ostatnią sekundą

W tej wizualizacji Wielki Wybuch nastąpił 1 stycznia o północy, a chwila obecna przypada na ostatni dzień grudnia tuż przed północą. W tej skali w jednej „kosmicznej sekundzie” upływa 437,5 roku, „godzina” to 1,575 mln lat a „doba” – 37,8 mln lat.
Koncepcję tę spopularyzował Carl Sagan w książce Rajskie smoki (1977) i serialu telewizyjnym Kosmos. Sagan dodaje porównanie pod względem powierzchni, wyjaśniając, że jeśli kalendarz kosmiczny zostałby zeskalowany do wielkości boiska piłkarskiego, to „cała ludzka historia zajmowałaby powierzchnię wielkości [jego] ręki”.
Przeciętne ludzkie życie (70–80 lat) to 0,16 sekundy „kosmicznego czasu”.
| Wydarzenie                                                | Data           |
| --------------------------------------------------------- | -------------- |
| Wielki Wybuch                                             | 1 stycznia     |
| Początek Drogi Mlecznej                                   | 1 maja         |
| Początek Układu Słonecznego                               | 9 września     |
| Uformowanie Ziemi                                         | 14 września    |
| Początek życia na Ziemi                                   | ~ 25 września  |
| Uformowanie najstarszych znanych skał na Ziemi            | 2 października |
| Data najstarszych skamielin (bakterii i sinic)            | 9 października |
| Wynalezienie rozmnażania płciowego (przez mikroorganizmy) | ~ 1 listopada  |
| Najstarsze skamieniałe rośliny fotosyntetyzujące          | 12 listopada   |
| Rozkwit eukariontów (pierwsze komórki z jądrami)          | 15 listopada   |

| Wydarzenie                                                                                      | Dzień grudnia |
| ----------------------------------------------------------------------------------------------- | ------------- |
| Na Ziemi zaczyna pojawiać się atmosfera z tlenem – katastrofa tlenowa                           | 1             |
| Rozwój wulkanizmu • Powstanie kanałów na Marsie                                                 | 5             |
| Pierwsze robaki                                                                                 | 16            |
| Koniec prekambru • Paleozoik i Kambr • Rozkwit bezkręgowców                                     | 17            |
| Pierwszy plankton oceaniczny • Rozkwit trylobitów                                               | 18            |
| Ordowik • Pierwsza ryba • Pierwsze kręgowce                                                     | 19            |
| Sylur • Pierwsze rośliny naczyniowe • Rośliny rozpoczynają kolonizację ziemi                    | 20            |
| Dewon • Pierwsze owady • Zwierzęta rozpoczynają kolonizację ziemi                               | 21            |
| Pierwsze płazy • Pierwsze skrzydlate owady                                                      | 22            |
| Karbon • Pierwsze drzewa • Pierwsze gady                                                        | 23            |
| Perm • Pierwsze dinozaury                                                                       | 24            |
| Koniec paleozoiku • Początek ery mezozoicznej                                                   | 25            |
| Trias • Pierwsze ssaki                                                                          | 26            |
| Jura • Pierwsze ptaki                                                                           | 27            |
| Kreda • Pierwsze kwiaty • Wyginięcie dinozaurów                                                 | 28            |
| Koniec mezozoiku • Początek kenozoiku i trzeciorzędu • Pierwsze walenie • Pierwsze naczelne     | 29            |
| Pierwsza ewolucja płatów czołowych w mózgach naczelnych • Pierwsze hominidy • Gigantyczne ssaki | 30            |
| Koniec pliocenu • Czwartorzęd (plejstocen i holocen) • Pierwsi ludzie                           | 31            |

| Wydarzenie | Godzina 31 grudnia |
| --- | ------------------ |
| Prokonsul i ramapitek – prawdopodobni przodkowie małp człekokształtnych i ludzi | ~13:30             |
| Pierwsi ludzie | ~22:30             |
| Powszechne używanie narzędzi kamiennych | 23:00              |
| Udomowienie ognia przez człowieka z Pekinu | 23:46              |
| Początek ostatniego okresu zlodowacenia | 23:56              |
| Przybyli przez ocean ludzie zasiedlają Australię | 23:58              |
| Malowanie jaskiń w Europie | 23:59              |
| Wynalazienie rolnictwa | 23:59:20           |
| Cywilizacja neolityczna • Pierwsze miasta | 23:59:35           |
| Pierwsze dynastie w Sumerze, Ebli i Egipcie • rozwój astronomii | 23:59:50           |
| Wynalezienie alfabetu • Imperium Akadyjskie | 23:59:51           |
| Kodeksy prawne Hammurabiego w Babilonie • Średnie Państwo w Egipcie | 23:59:52           |
| Epoka brązu • Kultura mykeńska • Wojna trojańska • Kultura Olmeków • Wynalezienie kompasu | 23:59:53           |
| Epoka żelaza • Pierwsze Imperium Asyryjskie • Królestwo Izraela • założenie Kartaginy przez Fenicjan | 23:59:54           |
| Aśoka • Dynastia Qin • Peryklejskie Ateny • narodziny Buddy | 23:59:55           |
| Geometria euklidesowa • Fizyka Archimedesa • Astronomia ptolemejska • Imperium Rzymskie • Narodziny Chrystusa | 23:59:56           |
| Zero i liczby dziesiętne • Upadek Rzymu • Narodziny islamu i cywilizacji islamskiej | 23:59:57           |
| Cywilizacja Majów • Dynastia Song • Cesarstwo Bizantyńskie • Inwazja mongolska • Krucjaty | 23:59:58           |
| Renesans w Europie • Rejsy odkrywcze z Europy i Chin • Pojawienie się metody eksperymentalnej w nauce | 23:59:59           |
| Powszechny rozwój nauki i technologii • Pojawienie się kultury globalnej • Nabycie środków samozniszczenia gatunku ludzkiego • Pierwsze kroki w planetarnej eksploracji kosmosu i poszukiwanie inteligencji pozaziemskiej | Teraz              |